# لووکوویتسه
لووکوویتسه (به چکی: Loukovice) یک منطقهٔ مسکونی در جمهوری چک است که در منطقه تربیچ واقع شده‌است.
 لووکوویتسه ۳٫۴۷ کیلومتر مربع مساحت و ۱۲۱ نفر جمعیت دارد و ۴۷۶ متر بالاتر از سطح دریا واقع شده‌است.